# Aït Chafâa
Aït Chafâa (en berbère : At Cafeε / en caractères tifinaghs : ⴰⵜ ⵛⴰⴼⴰⵄ / en arabe : آيت شافع) est une commune de la wilaya de Tizi Ouzou, région de la grande Kabylie, en Algérie, dépendante de la daïra d'Azeffoun.

## Géographie

### Situation
Le territoire de la commune d'Aït Chafâa est situé au nord-est de la wilaya de Tizi Ouzou
| Azeffoun | Mer Méditerranée | Beni Ksila (wilaya de Béjaïa) |
| Akerrou  | Aït Chafâa       | Zekri                         |
|          | Yakouren         |                               |

### Localités de la commune
La commune d'Aït Chafâa est constituée de vingt-quatre localités :
- Agoulmime Guighil
- Aït Ali Ouabdellah
- Aït Ali Oualmahdid
- Aït Chaffa (en tifinagh ⴰⵜ ⵛⴰⴼⴰ, chef-lieu de la commune
- Aït Hammad
- Bouboudi
- Bouflane
- Boundji
- Djemaa
- Ibdassen Bouada
- Ibdassen Oufella
- Ibahrizène (Ivahrizen) (en tifinagh ⵉⴱⴰⵀⵔⵉⵣⴻⵏ)
- Ichalalène
- Ijaremnan

- Koudia
- Ighil Iazouzene
- Ighil M’Hand
- Ighzer Mahcène
- Igoudjdal
- Lazib N'Aït Ali
- Oulkhou
- Tafraout (en tifinagh ⵜⴰⴼⵔ-ⴰⵡⵜ)
- Taguemount Izamen
- Tigrine

#### Routes
La commune d'Aït Chafâa est desservie par plusieurs routes nationales:
- Route nationale 24: RN24 (Route de Béjaïa).

## Population
La commune d'Aït Chafâa est composée de deux tribus (leɛrac) .de grande Kabylie : Iazouzen au sud, tribu de haute montagne à près de 1000 mètres d'altitude redescendant ainsi jusque Tighrin au nord , tribu maritime.

## Économie

### Tourisme
Avec sept kilomètres de côtes, la commune a un fort attrait touristique notamment pour deux plages de renom : Sidi Khelifa et Petit-Paradis.

## Personnalités liées à la commune
- Littérature et Poésie : Bachir Hadj Ali, Tahar Djaout, Mohamed Aouine. Saïd chater